# Quận Gloucester, New Jersey
Quận Gloucester là một quận thuộc tiểu bang New Jersey, Hoa Kỳ.
Quận này được đặt tên theo. Theo điều tra dân số của Cục điều tra dân số Hoa Kỳ năm 2000, quận có dân số 254.673 người. Quận lỵ đóng ở Woodbury6. Quận này thuộc khu vực thung lũng Delaware. Quận toạ lạc ở phía nam Philadelphia và tây bắc Atlantic City.

## Thông tin nhân khẩu
Theo điều tra dân số 2 năm 2000, quận đã có dân số 254.673 người, 90.717 hộ gia đình, và 67.221 gia đình sống trong quận hạt. Mật độ dân số là 784 người trên một dặm vuông (303/km ²). Có 95.054 đơn vị nhà ở mật độ trung bình của 293 trên một dặm vuông (113/km ²). Về cơ cấu chủng tộc cư dân sinh sống ở quận này, có 87,07% người da trắng, 9,06% da đen hay Mỹ gốc Phi, 0,19% người Mỹ bản xứ, 1,49% châu Á, Thái Bình Dương 0,03%, 0,85% từ các chủng tộc khác, và 1,30% từ hai hoặc nhiều chủng tộc. 2,58% dân số là người Hispanic hay Latino thuộc một chủng tộc nào. 23,8% là của Ý 19,3%, Ai Len, Đức 15,8% và 7,6% gốc tiếng Anh theo điều tra dân số năm 2000.
Về độ tuổi cư dân quận, có 26,40% dưới độ tuổi 18, 8,90% 18-24, 30,40% 25-44, 22,60% từ 45 đến 64, và 11,70% từ 65 tuổi trở lên người. Độ tuổi trung bình là 36 năm. Đối với mỗi 100 nữ có 93,70 nam giới. Đối với mỗi 100 nữ 18 tuổi trở lên, đã có 90,20 nam giới.
Thu nhập trung bình cho một hộ gia đình trong quận đạt 54.273 USD, và thu nhập trung bình cho một gia đình là 62,482 USD (các con số này đã tăng lên 69.990 $ và 82.556 $ tương ứng so với ước tính năm 2007). Phái nam có thu nhập trung bình  43.825 USD so với 31.077 Mỹ kim của phái nữ. Thu nhập bình quân đầu người đạt 22.708 đô la Mỹ. Có 4,30% gia đình và 6,20% dân số sống dưới mức nghèo khổ, trong đó có 6,60% những người dưới 18 tuổi và 7,00% của những người 65 tuổi hoặc hơn.